# 松宮圭太
松宮 圭太（まつみや けいた、1980年11月10日 - ）は、日本の現代音楽作曲家。

## 略歴
京都府京都市出身。愛知県立芸術大学作曲専攻（音楽学）卒業後、東京芸術大学大学院美術研究科先端芸術表現専攻修了。大学院在学中に古川聖、夏田昌和に作曲を師事し、アリオン音楽財団勤務を経て渡仏。パリ国立高等音楽院作曲科に審査員満場一致で入学、首席卒業の後、大学院作曲科修了。作曲をフレデリック・デュリユー、ジェラール・ペソン、電子音楽をルイス・ナオン、楽曲分析をクロード・ルドゥ、ミカエル・レヴィナス、管弦楽法をマーク＝アンドレ・ダルバヴィに師事。2012年IRCAM作曲研究課程修了。ロームミュージックファンデーション研修生（2008年-2011年）、メイヤー財団研修生（2011年、2012年）。
ロレーヌ国立管弦楽団、アンサンブルTIMF、アンサンブル・ルガール、ターナ弦楽四重奏団らと仕事をし、ジャン・ドロワイエ、ジャン=フィリップ・ヴュルツ、スーユル・チョイ、ジュリアン・ベネトらの指揮によって初演されている。クラングシュプーレン音楽祭 (オーストリア)で紹介、作品委嘱を受ける他、統営国際音楽祭 (韓国)、武生国際音楽祭、アルスムジカ (ベルギー)、トーキョーワンダーサイトなどで作品が取り上げられ、ラジオ・フランスの音楽番組フランス・ミュジークにて作品が放送される。作品は仏Edition Tempéramentより出版。
大駱駝艦壺中天公演『阿修羅』（2015年）にて舞台音楽を担当。

## 受賞歴
- 武生作曲賞受賞(審査: 細川俊夫、マーク・アンドレ、望月京、伊藤弘之)（2010年）
- サントル・アカント夏期現代音楽講習会入選(審査: 陳銀淑、フィリップ・ユレル、オスカー・ストラスノイ)（2011年）
- デステロス作曲コンクール佳作 (第一位空位第三位) (審査: パナヨティス・ココラス、ペート・ストレリー、イングリッド・ドレーズ、ヤンス・ヘドマン、マリオ・マリー)（2015年）

## 作品

### 舞台音楽
- 《ASURA》大駱駝艦 壺中天公演（2015年）

### 器楽合奏曲
- 《鵺》管弦楽のための（2008年-2010年）
- 《パラ・ドクサ》弦楽十重奏のための（2009年）
- 《時の破片》十三人の器楽奏者のための（2011年）
- 《ソリトン》室内オーケストラと電子音響のための（2013年） - デステロス作曲コンクール佳作入選作

### 室内楽曲
- 《ドクサ・ドグマ》弦楽三重奏のための（2009年）
- 《捻れた果実》クラリネットとピアノのための（2010年）
- 《放射状に割れた硝子》フルートとハープのための（2010年） - 武生作曲賞受賞作
- 《いろは歌》ソプラノと十三弦箏のための（2011年） - 仏Air Mail Musicレーベルより出版
- 《デヴィアシオン》ファゴットとギターの（2014年）
- 《デヴィアシオン》バリトンサックスとギターの（2015年）
- 《風露・風配》フルート、クラリネット、打楽器、ピアノと弦楽三重奏の（2015年）

### ミクスト (器楽+電子音響)
- 《スプロケット》フルートとハープと電子音響のための（2010年）
- 《ダングルベール讃》チェンバロと電子音響のための（2011年）
- 《奇想曲》ヴィオラと電子音響のための（2012年-2013年）
- 《フォトン・エミッション》サックスと電子音響のための（2013年）

### 独奏曲
- 《ディアロゴス》バリトンサックスのための（2010年）
- 《沈黙・刹那・回帰》ピアノのための（2013年）

### 電子音響音楽
- 《撓曲》 電子音響音楽（2009年）
- 《気紛れな波動》電子音響音楽（2011年）
- 《Csoundのためのエチュード》 電子音響音楽（2011年）
- 《Les flots s’élèvent》 電子音響音楽（2014年）